# Diario di una schiappa (serie di film)
Diario di una schiappa è una serie di film comici basati sull'omonima serie di libri di Jeff Kinney, composta da quattro film live-action e 4 film d'animazione, questi ultimi distribuiti dalla Walt Disney Pictures in seguito all'acquisizione della Fox.

## Film
| Film                                                | Data di distribuzione (USA)         | Direttore                           | Sceneggiatori                                      | Produttore/i                        | Stato                               |
| Film live-action (20th Century Fox)                 | Film live-action (20th Century Fox) | Film live-action (20th Century Fox) | Film live-action (20th Century Fox)                | Film live-action (20th Century Fox) | Film live-action (20th Century Fox) |
| --------------------------------------------------- | ----------------------------------- | ----------------------------------- | -------------------------------------------------- | ----------------------------------- | ----------------------------------- |
| Diario di una schiappa                              | 19 marzo 2010                       | Thor Freudenthal                    | Jackie Filgo e Jeff Filgo, Jeff Judah e Gabe Sachs | Nina Jacobson e Brad Simpson        | Uscito                              |
| Diario di una schiappa 2 - La legge dei più grandi  | 25 marzo 2011                       | David Bowers                        | Jeff Judah e Gabe Sachs                            | Nina Jacobson e Brad Simpson        | Uscito                              |
| Diario di una schiappa - Vita da cani               | 3 agosto 2012                       | David Bowers                        | Wallace Wolodarsky e Maya Forbes                   | Nina Jacobson e Brad Simpson        | Uscito                              |
| Diario di una schiappa - Portatemi a casa!          | 19 maggio 2017                      | David Bowers                        | Jeff Kinney e David Bowers                         | Nina Jacobson e Brad Simpson        | Uscito                              |
| Film d'animazione (Walt Disney Pictures)            |                                     |                                     |                                                    |                                     |                                     |
| Diario di una schiappa                              | 3 dicembre 2021                     | Swinton Scott                       | Jeff Kinney                                        | Jeff Kinney                         | Uscito                              |
| Diario di una schiappa - La legge dei più grandi    | 2 dicembre 2022                     | Luke Cormican                       | Jeff Kinney, Kathleen Shugrue                      | Jeff Kinney, Kathleen Shugrue       | Uscito                              |
| Diario di una schiappa a Natale - Si salvi chi può! | 8 dicembre 2023                     | Luke Cormican                       | Jeff Kinney, Kathleen Shugrue                      | Jeff Kinney, Kathleen Shugrue       | Uscito                              |
| Diario di una schiappa a Natale - Ora basta!        | dicembre 2025                       | Luke Cormican                       | Jeff Kinney, Kathleen Shugrue                      | Jeff Kinney, Kathleen Shugrue       | In produzione                       |